# Universidade de Leipzig
A Universidade de Leipzig ou Lípsia (em alemão: Universität Leipzig) é uma universidade da Alemanha, localizada em Leipzig (Lípsia). 

## História

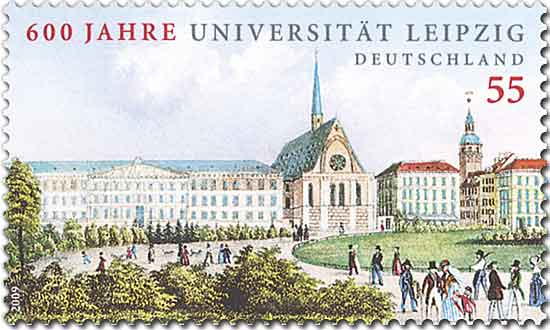
Selo alemão de 2009 em comemoração aos 600 anos da universidade

A Universidade de Leipzig, chamada por seus alunos de Alma Mater Lipsiensis (AML), conta com 600 anos ininterruptos de ensino e pesquisa sendo uma das mais antigas universidades do mundo. Oficialmente fundada em 2 de dezembro de 1409 em cerimônia presenciada por Frederico I de Wettin e seu irmão William II, Marquês de Meißen, a universidade já funcionava desde maio de 1409, organizada por professores e estudantes alemães que, revoltados com a política do movimento hussita, foram postos para fora da Universidade Carolina de Praga.

## Faculdades

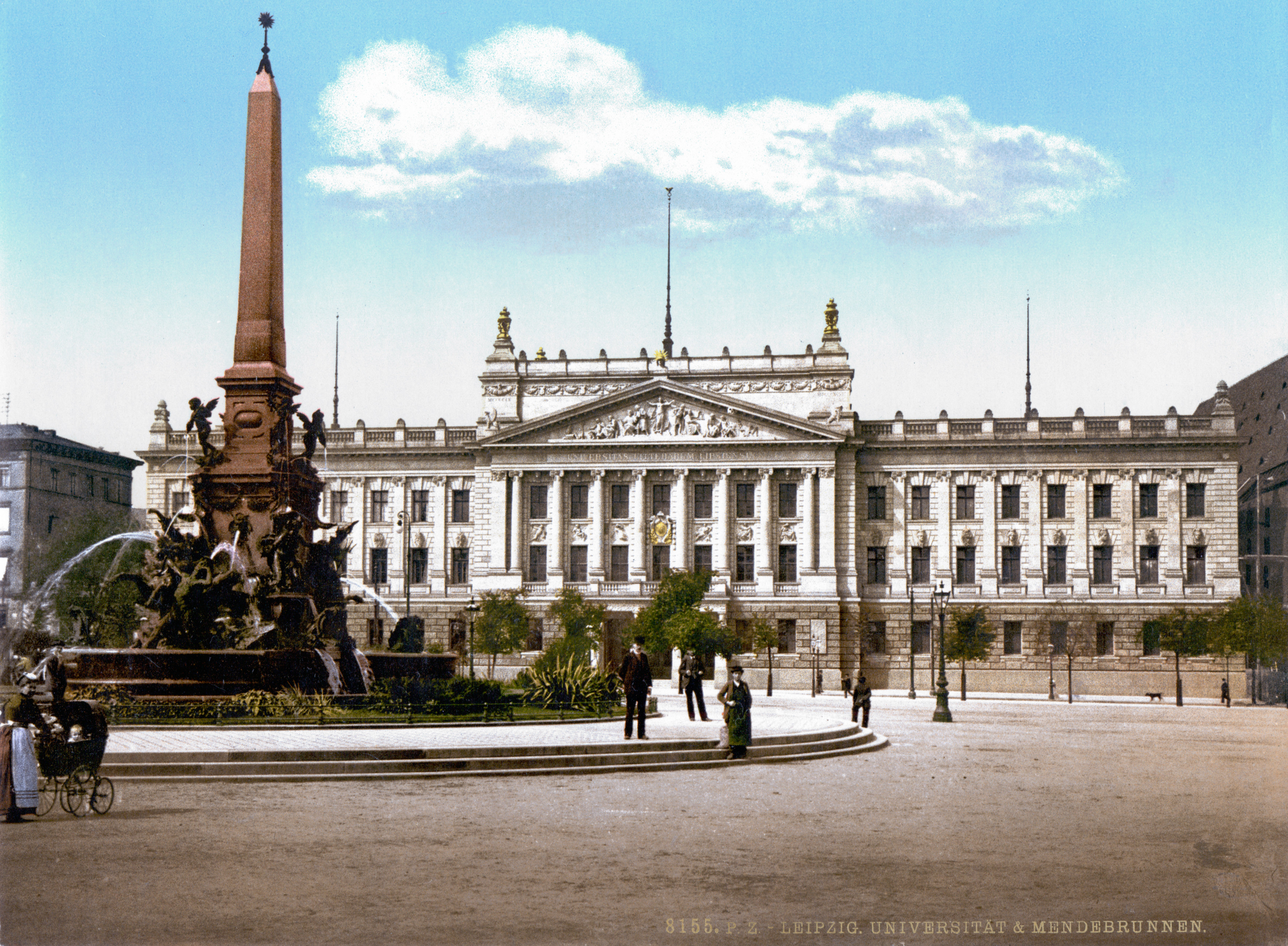
A Universidade de Leipzig em 1900

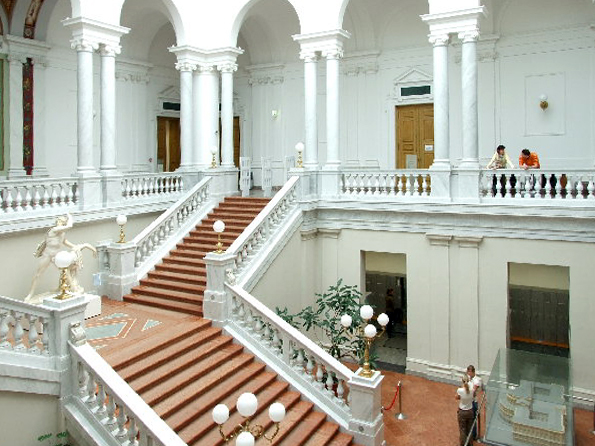
Escadarias da Biblioteca Albertina da Universidade de Leipzig

Originalmente possuiu quatro faculdades, mas hoje conta com quatorze no total:
- 1. Faculdade de Teologia Evangélica (em alemão: Theologische Fakultät)
- 2. Faculdade de Direito (em alemão: Juristenfakultät)
- 3. Faculdade de História, Arte e Ciências Orientais (Fakultät für Geschichte, Kunst- und Orientwissenschaften)
- 4. Faculdade de Filologia (Philologische Fakultät)
- 5. Faculdade de Educação (Erziehungswissenschaftliche Fakultät)
- 6. Faculdade de Ciências Sociais e Filosofia (Fakultät für Sozialwissenschaften und Philosophie)
- 7. Faculdade de Ciências Econômicas (Wirtschaftswissenschaftliche Fakultät)
- 8. Faculdade de Ciências do Esporte (Sportwissenschaftliche Fakultät)
- 9. Faculdade de Medicina (Medizinische Fakultät)
- 10. Faculdade de Matemática e Informática (Fakultät für Mathematik und Informatik)
- 11. Faculdade de Ciências Biológicas, Farmácia e Psicologia (Fakultät für Biowissenschaften, Pharmazie und Psychologie)
- 12. Faculdade de Física e Ciências Geológicas (Fakultät für Physik und Geowissenschaften)
- 13. Faculdade de Química e Mineralogia (Fakultät für Chemie und Mineralogie)
- 14. Faculdade de Veterinária (Veterinärmedizinische Fakultät)

## Personalidades

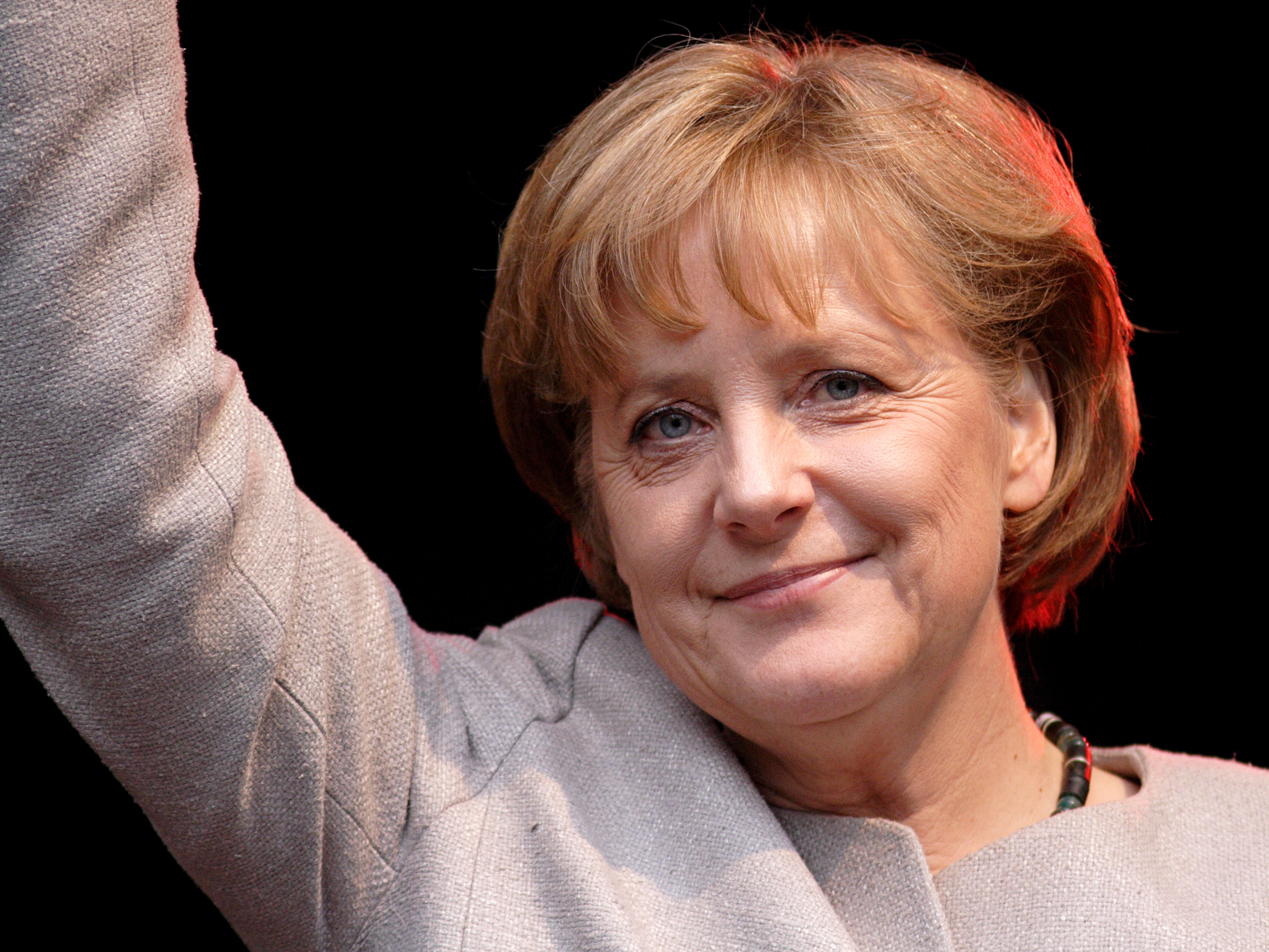
Angela Merkel

Algumas personalidades passaram pelos bancos acadêmicos da Universidade, dentre elas:
- Gottfried Wilhelm Leibniz, filósofo, matemático, físico, escritor.
- Johann Wolfgang von Goethe , escritor.
- Johann Gottlieb Fichte, filósofo idealista.
- Friedrich Nietzsche, filósofo.
- Gustav Hertz, físico, ganhador do Prêmio Nobel em 1925.
- Jean Paul, teólogo.
- Ferdinand de Saussure, linguista.
- Novalis, escritor.
- Werner Heisenberg, físico, ganhador do Prêmio Nobel em 1932.
- Ernst Bloch, filósofo.
- Richard Wagner, compositor.
- Wilhelm Wundt, psicólogo, fundador do primeiro laboratório de pesquisa psicológica.
- Gotthold Ephraim Lessing, filósofo e escritor.
- Peter Debye, ganhador do Prêmio Nobel de Química.
- Theodor Mommsen, professor de Direito Romano e ganhador do Prêmio Nobel de Literatura em 1902.
- Oskar von Bülow, jurista.
- Hans-Dietrich Genscher, político, ministro do exterior e vice-chanceler.
- Wilhelm Ostwald, ganhador do Prêmio Nobel de Química.
- Wilhelm Wundt, psicólogo alemão.
- Angela Merkel, política, doutorou-se em física, ex-chanceler alemã (2005-2021), primeira mulher a atingir este posto na Alemanha.
- Leopold Von Ranke, Filósofo-Historiador